# Lacs du Carlit
Les lacs du Carlit, ou étangs du Carlit, sont un ensemble d'étendues d'eau de montagne de la chaîne des Pyrénées, plus précisément situés en Cerdagne et Haut-Conflent, régions historiques et géographiques des Pyrénées-Orientales, en France.
On dénombre en tout douze lacs et étangs principaux, tous situés dans le massif classé du Carlit, entre le pic Carlit à l'ouest et le lac des Bouillouses à l'est (lac de barrage qui ne fait partie des étangs du Carlit). Ces lac ou étangs ont gardé leur nom en catalan sur les cartes IGN françaises, et tous sont des étangs ou lacs naturels.
Toute la zone est parsemée de petits étangs ou trous d'eaux, issus de la présence d'un ancien glacier qui a raclé le socle granitique dur de la montagne.

## Situation géographique
On dénombre douze lacs, dans le massif du Carlit, au-dessus du lac des Bouillouses. Situés dans le département des Pyrénées-Orientales ou plus précisément à la limite de la Cerdagne et du Haut-Conflent, proche du Capcir, ces lacs sont dominés par le point culminant des Pyrénées-Orientales: le pic Carlit. Cette zone géographique est située dans le territoire de la commune d'Angoustrine-Villeneuve-des-Escaldes.
Ce site classé fait le bonheur des randonneurs. En effet de nombreuses randonnées sont envisageables autour des différents lacs.

## Liste des lacs
Les lacs sont classés par ordre croissant d'altitude en partant du lac des Bouillouses jusqu'au pic Carlit.

### Estany del Viver

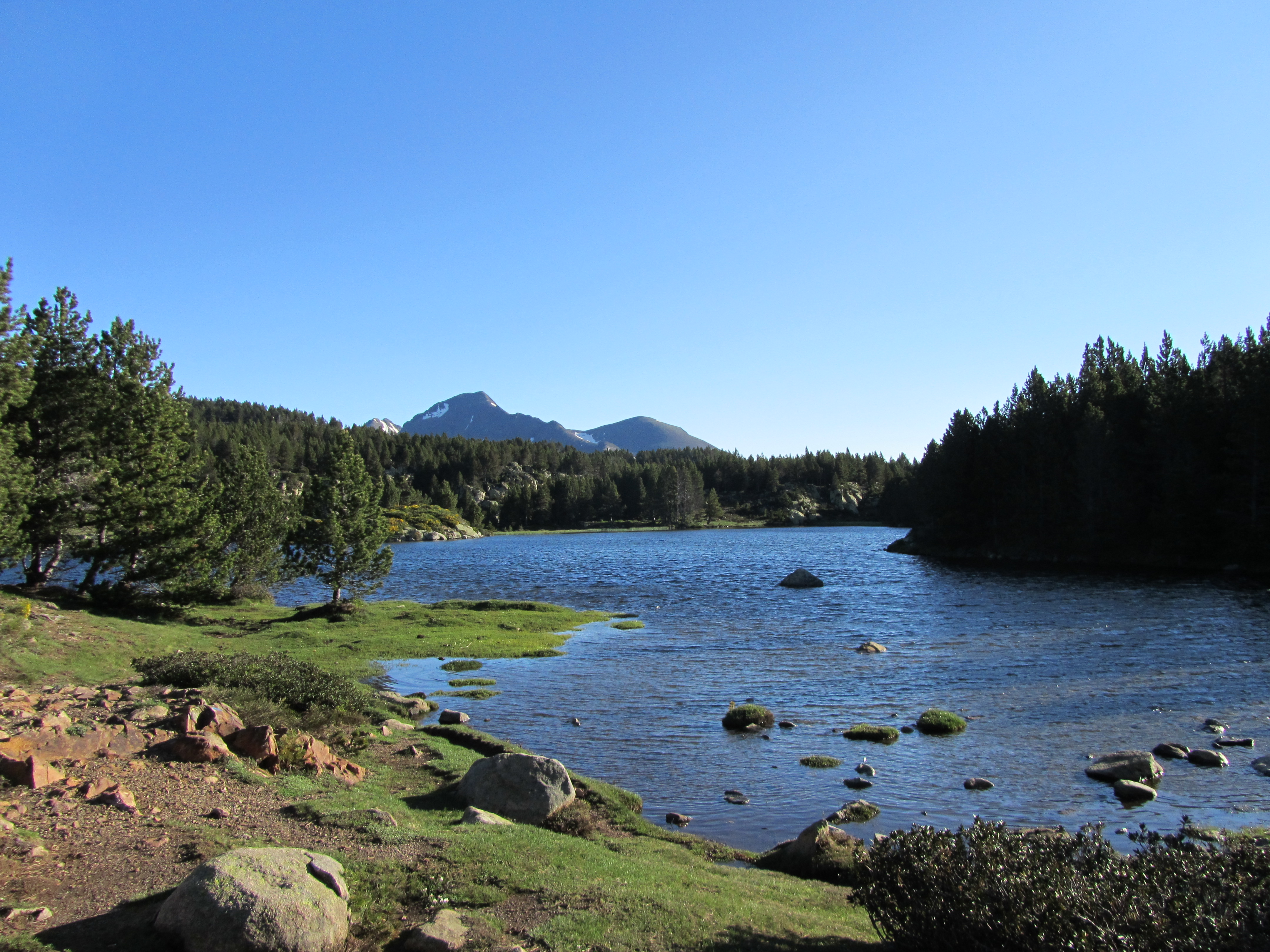
L'étang du Vivé.

Le lac du Vivé, ou Estany del Viver en catalan, est le premier lac que le randonneur rencontre quand il réalise la randonnée des lacs par le nord. Le Vivé est fortement reconnaissable notamment grâce à un rocher volumineux sur sa gauche lors de la montée.
| Géographie   | Géographie          |
| ------------ | ------------------- |
| Type         | Naturel             |
| Superficie   | 3 ha                |
| Altitude     | 2 139 m             |
| Profondeur   | 10 m                |
| Hydrographie |                     |
| Émissaire(s) | Lac des Bouillouses |

### Estany Negre

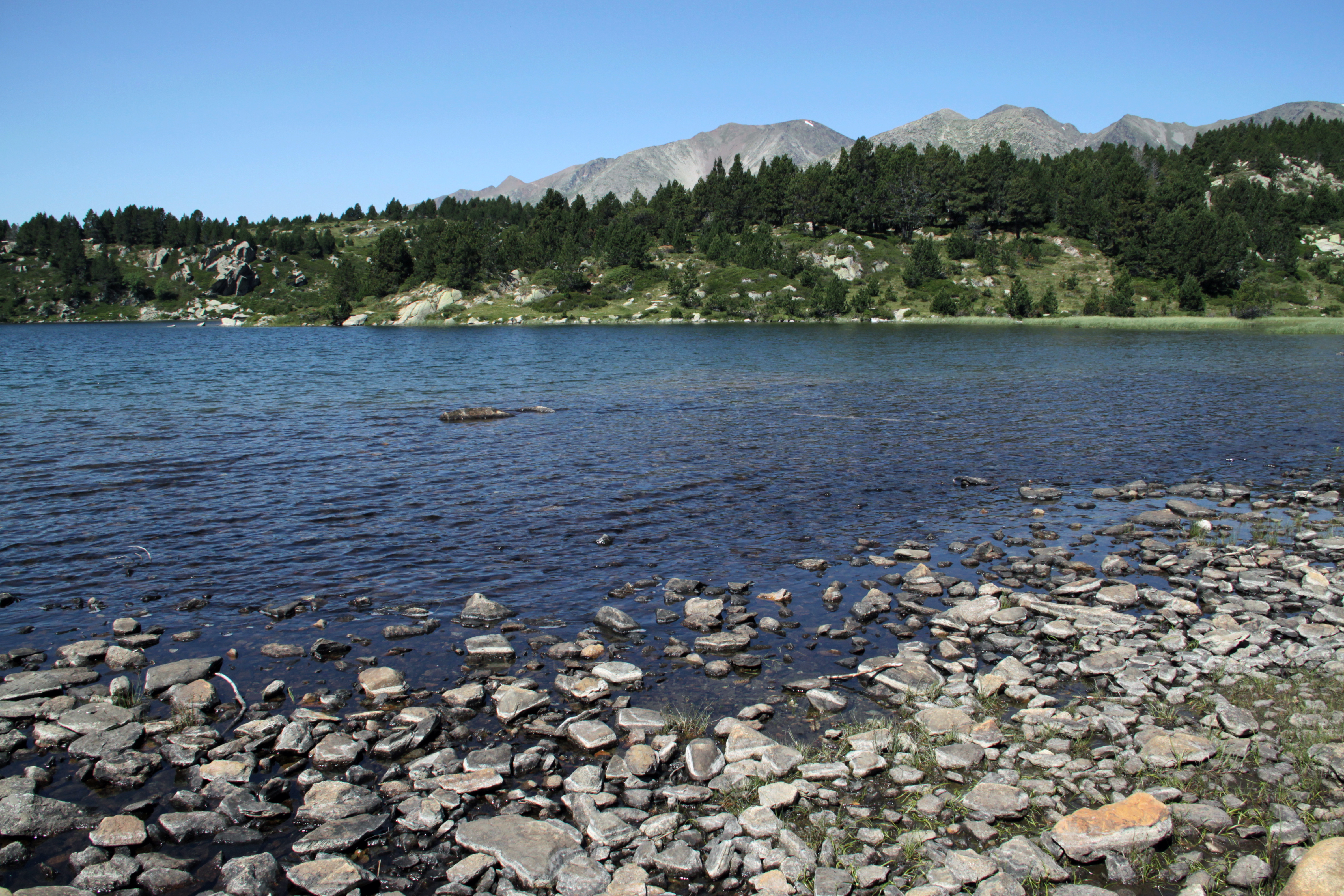
L'estany Negre ou lac Noir avec le pic Carlit en fond.

Le lac Noir, ou Estany Negre en catalan, porte son nom en raison de sa couleur noire due à sa forte profondeur et aux sombres sapins de la forêt voisine qui lui donnent une impression de noirceur.
| Géographie   | Géographie          |
| ------------ | ------------------- |
| Type         | Naturel             |
| Superficie   | 4.5 ha              |
| Altitude     | 2140 m              |
| Profondeur   | 24 m                |
| Hydrographie |                     |
| Émissaire(s) | Lac des Bouillouses |

### Étang Sec

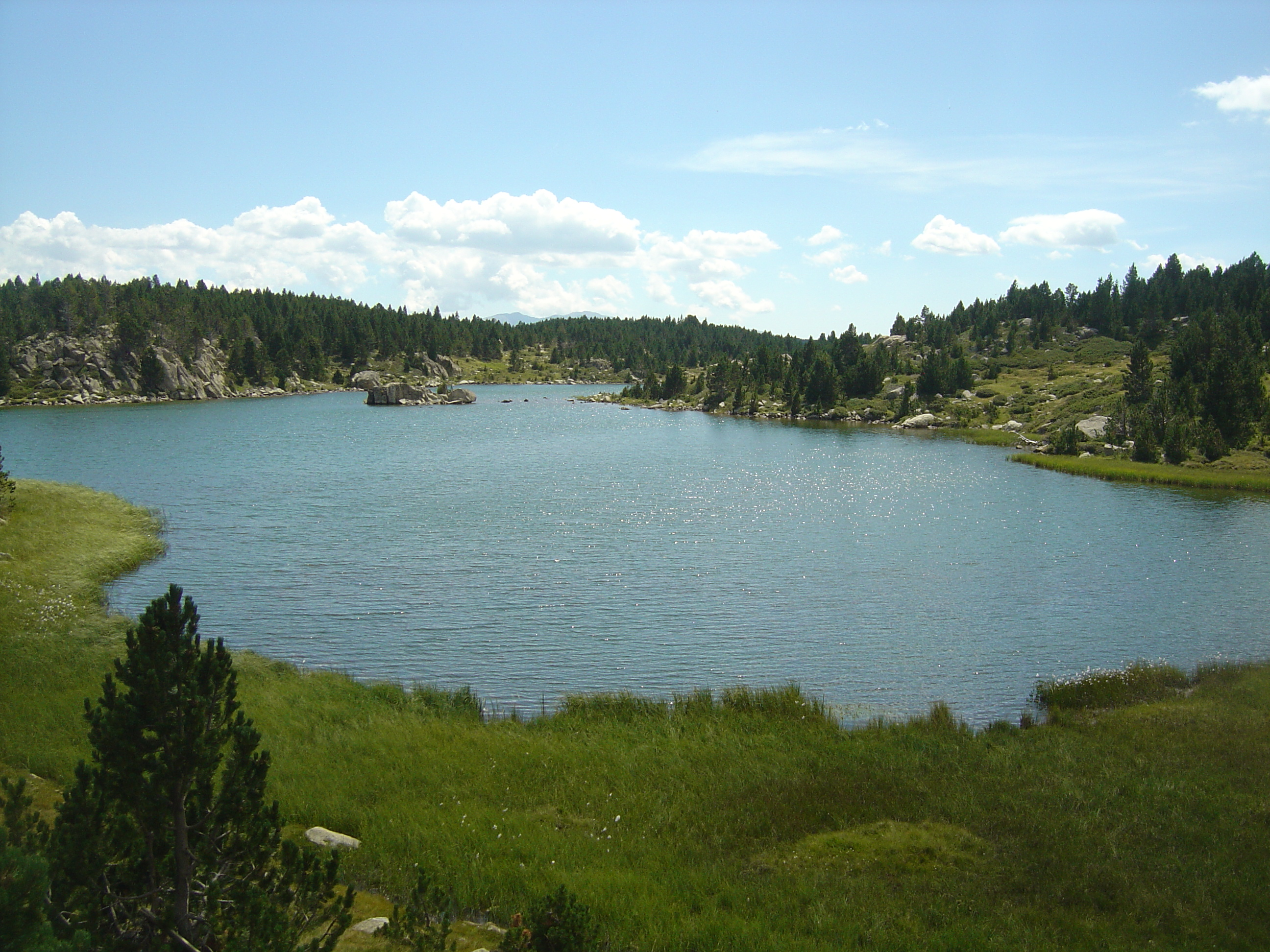
Le lac Sec.

Situé 50 mètres sous l'estany de la Comassa, l'estany sec en catalan se différencie des autres lacs par la présence d'un îlot rocheux en son milieu d'une vingtaine de mètres carrés.
| Géographie   | Géographie            |
| ------------ | --------------------- |
| Type         | Naturel               |
| Superficie   | 2 ha                  |
| Altitude     | 2 140 m               |
| Profondeur   | 7 m                   |
| Hydrographie |                       |
| Émissaire(s) | Rivière d'Angoustrine |

### Étang de la Coumasse

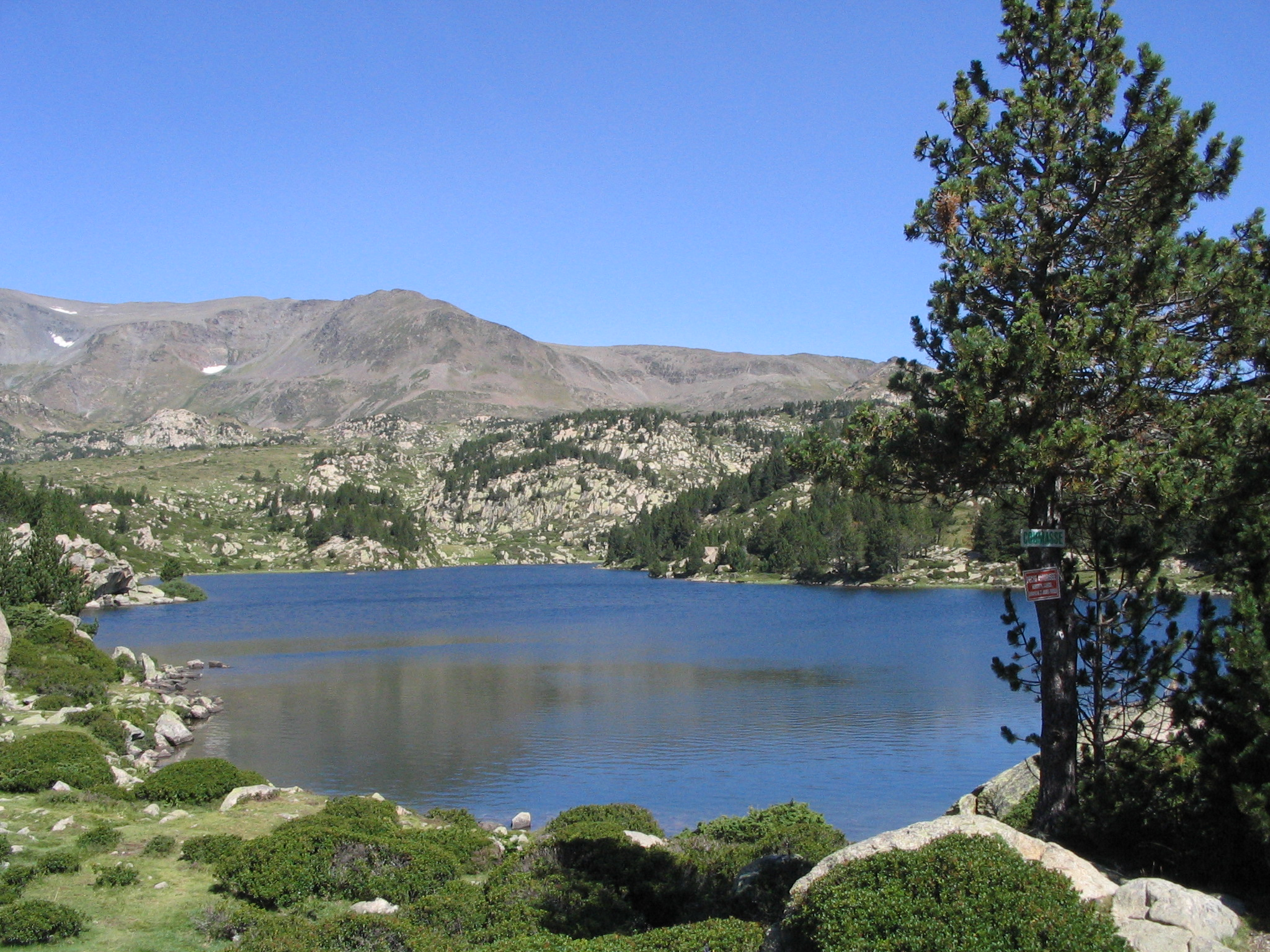
Lac de la Coumasse.

Le lac de la Coumasse, ou en catalan Estany de la Comassa, signifie littéralement « L'étang de la grande combe » en français.
| Géographie   | Géographie |
| ------------ | ---------- |
| Type         | Naturel    |
| Superficie   | 4 ha       |
| Altitude     | 2 160 m    |
| Profondeur   | 10 m       |
| Hydrographie |            |
| Émissaire(s) | Estany Sec |

### Estany Llat

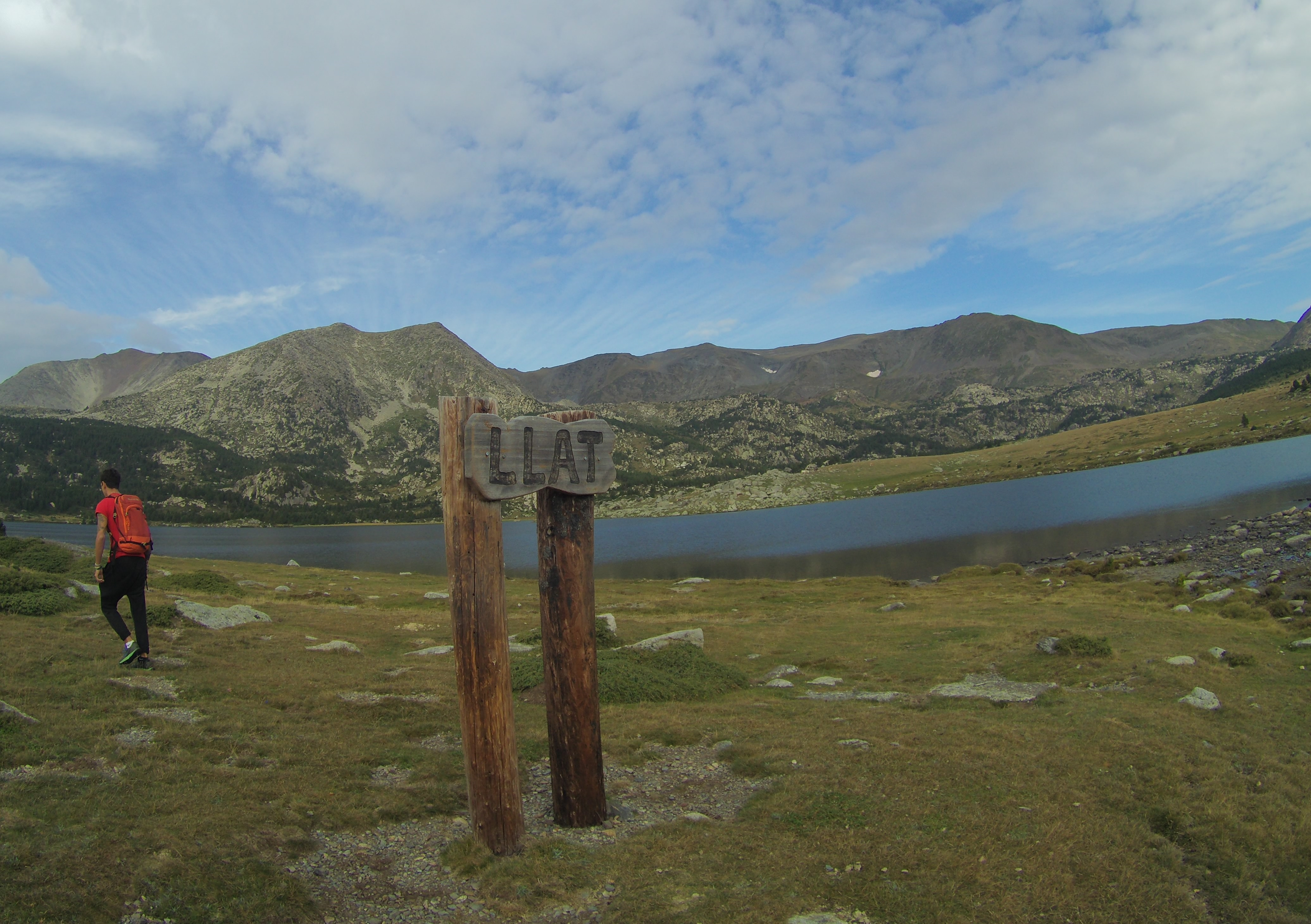
Le lac Llat.

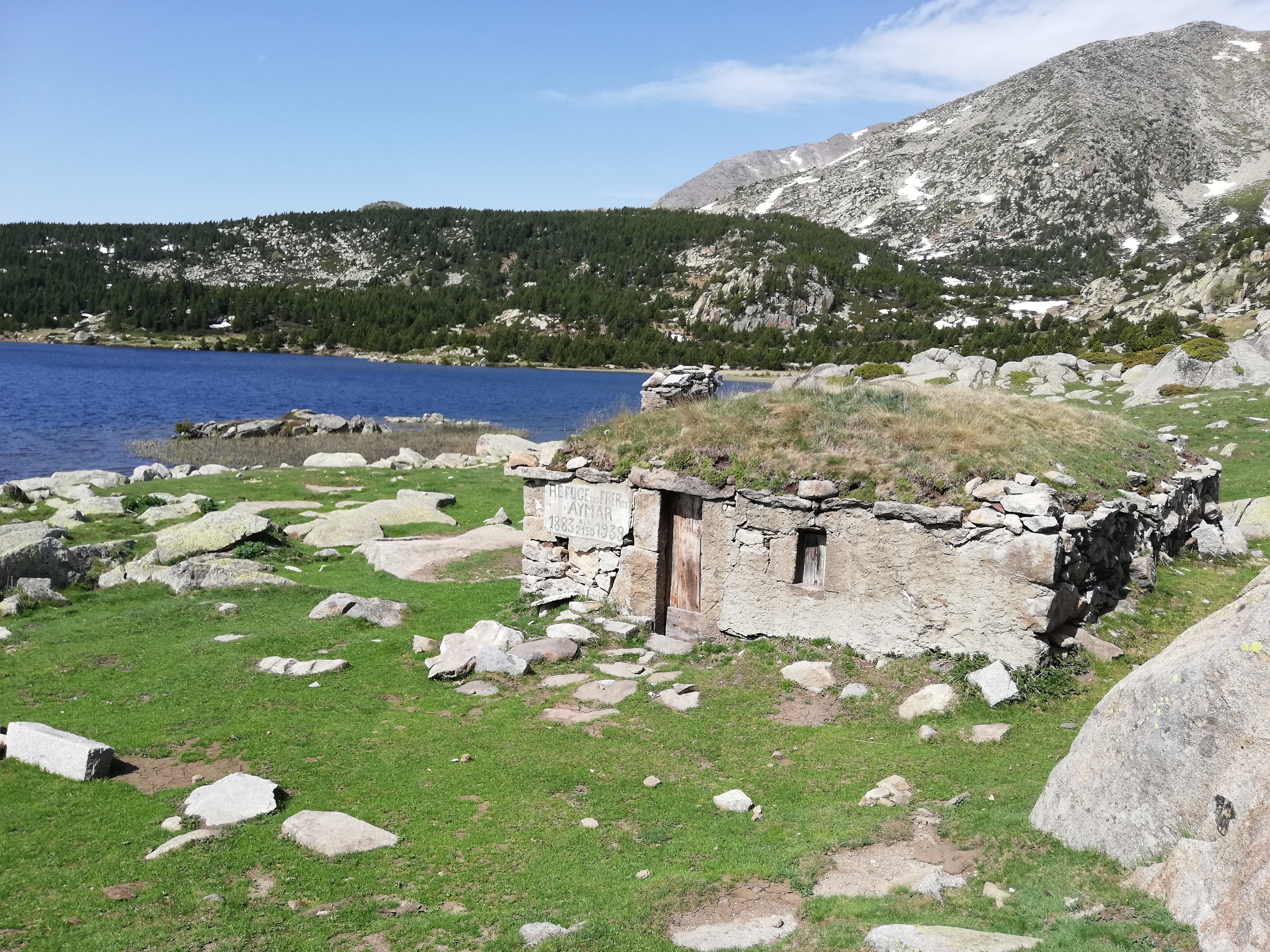
Cabane des frères Aymar.

L'Estany Llat en catalan constituait à la fin du XIXe siècle le centre d'un domaine piscicole affermé par des pêcheurs professionnels (les frères Aymar). Un refuge en assez bon état témoigne de cette époque révolue : la cabane des frères Aymar. On peut observer sur place les vestiges de l'exploitation piscicole du lac comme des sillons creusés pour déplacer les truites ou les saumons de fontaine. Il paraît avoir une couleur vert pâle dû aux reflets des pentes herbeuses du massif du Carlit.
| Géographie   | Géographie            |
| ------------ | --------------------- |
| Type         | Naturel               |
| Superficie   | 10 ha                 |
| Altitude     | 2 174 m               |
| Profondeur   | 14 m                  |
| Hydrographie |                       |
| Émissaire(s) | Rivière d'Angoustrine |

### Estany Llong

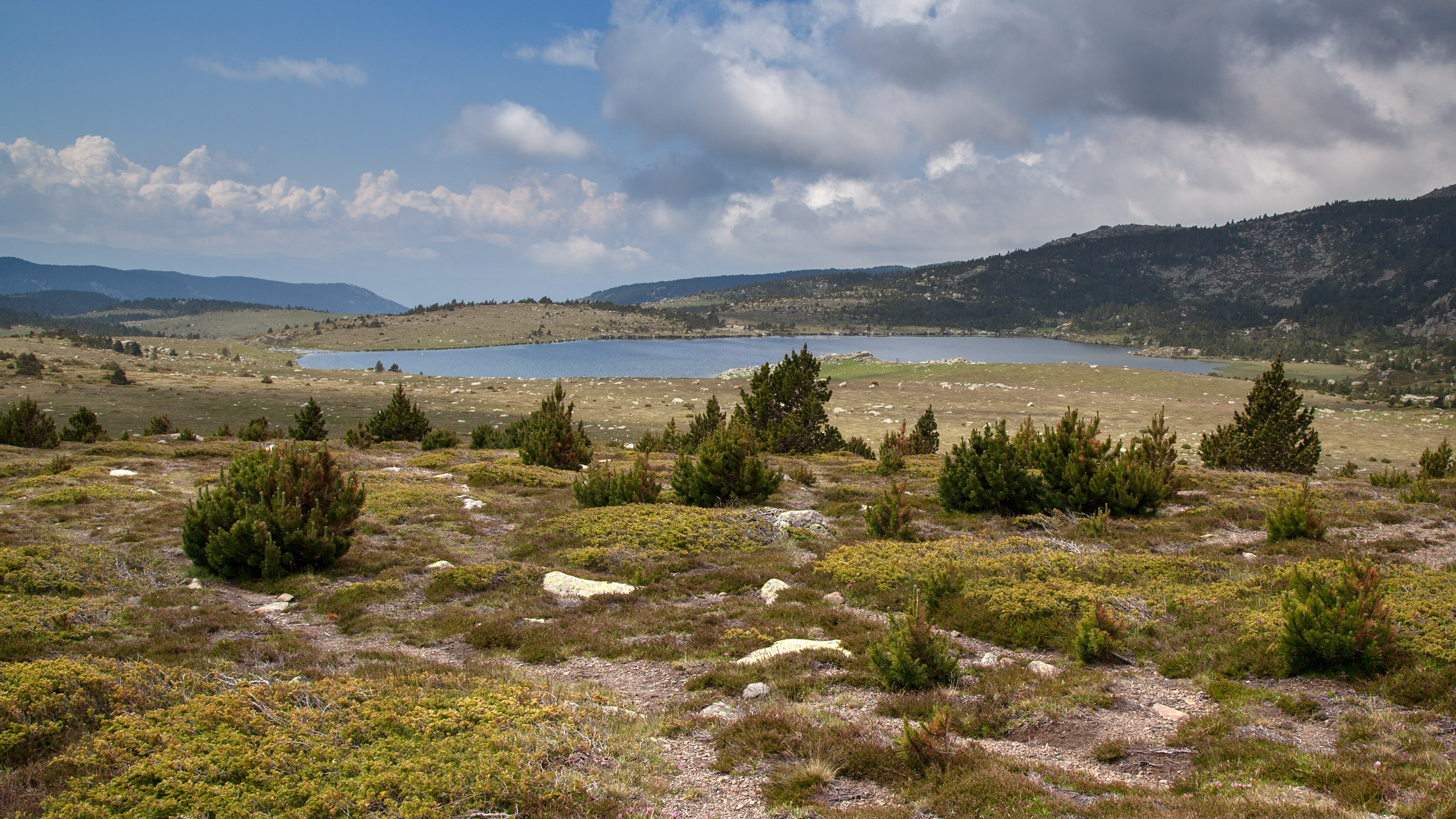
Vue sur les basses d'en Gombau (plaine herbeuse) avec le lac Long en arrière plan.

Le lac long, ou l'Estany Llong en catalan, tire son nom de la forme du lac toute en longueur (500 mètres de long pour 170 mètres de largeur). Son émissaire se déverse dans l'estany Llat, 250 mètres plus bas.
| Géographie   | Géographie  |
| ------------ | ----------- |
| Type         | Naturel     |
| Superficie   | 5 ha        |
| Altitude     | 2 184 m     |
| Hydrographie |             |
| Émissaire(s) | Estany Llat |

### Estany de Vallell

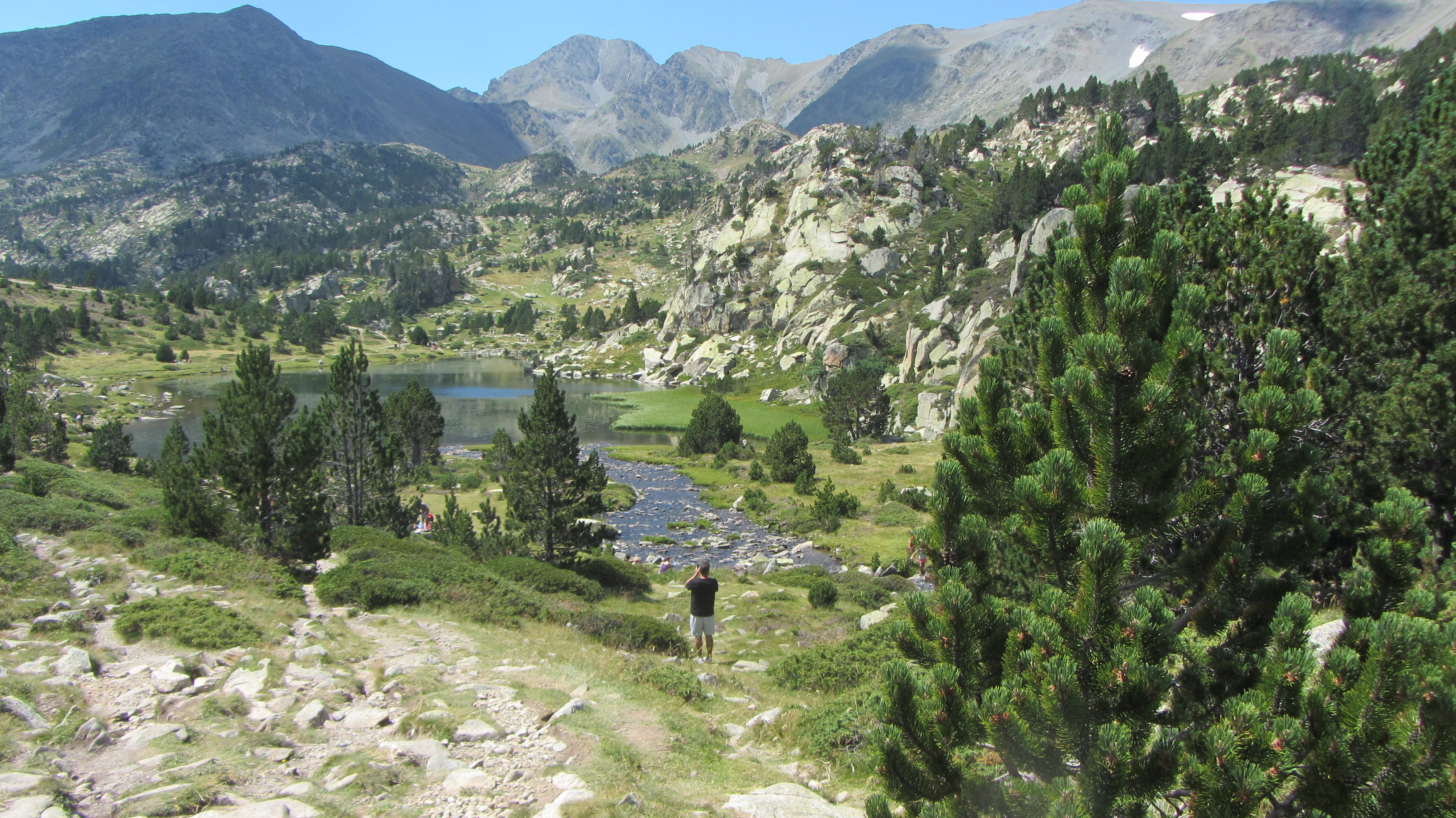
Lac Bailleul.

Le lac Bailleul, ou Estany de Vallell en catalan, est situé entre le l'Estany Llong et l'Estany de Les Dugues.
| Géographie   | Géographie   |
| ------------ | ------------ |
| Type         | Naturel      |
| Superficie   | 1.5 ha       |
| Altitude     | 2230 m       |
| Hydrographie |              |
| Émissaire(s) | Estany Llong |

### Estany de les Dugues

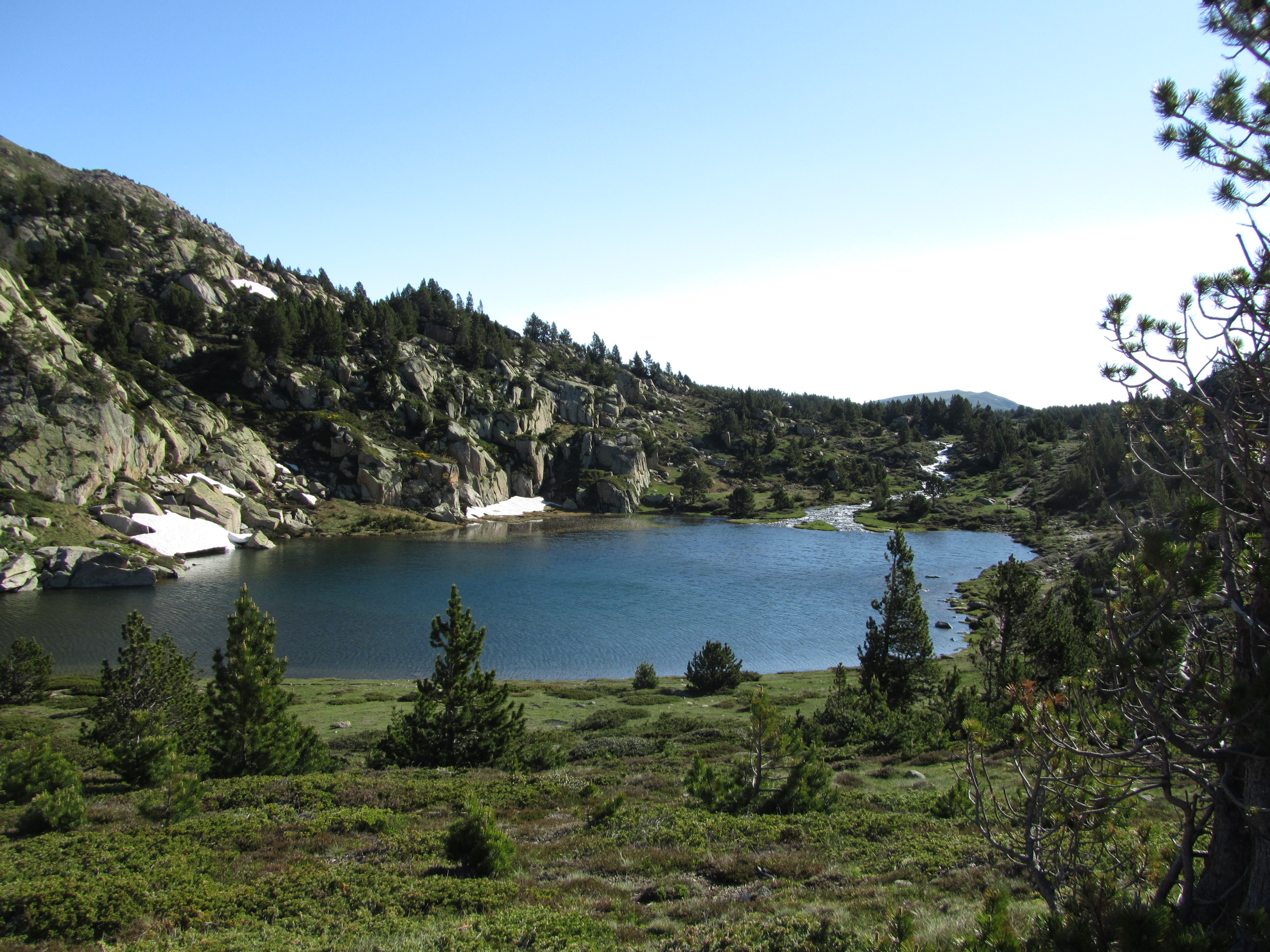
Lac des Dougnes.

Le lac des Dougnes, ou Estany de les Dugues en catalan, possède deux émissaires qui vont se déverser dans le lac des Bouillouses (à l'est) et de l'Angoustrine (au sud), donc deux bassins fluviaux différents (Têt et Èbre), formant ainsi une exception dans la ligne de partage des eaux.
| Géographie   | Géographie                            |
| ------------ | ------------------------------------- |
| Type         | Naturel                               |
| Superficie   | 3.8 ha                                |
| Altitude     | 2243 m                                |
| Hydrographie |                                       |
| Émissaire(s) | Estany de Vallell et estany del Viver |

### Estany del Castellar

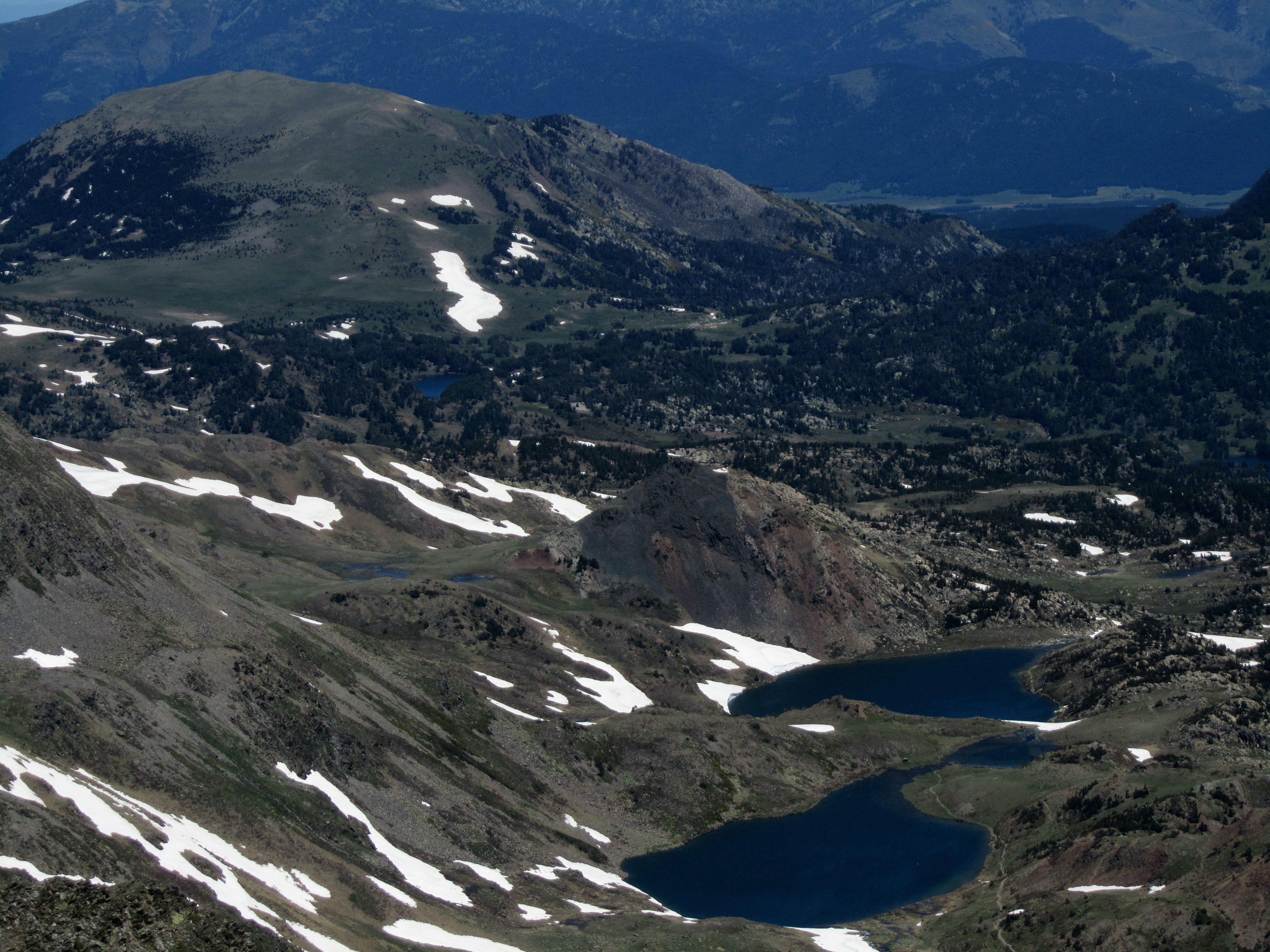
Au premier plan l'étang de Trébens qui se déverse dans le petit étang d'en Gombau. Juste derrière, l'étang de Castellà.

Le lac de Castellà, ou Estany del Castellar en catalan, marque le début du léger replat comportant les 4 lacs suivants avant la dure ascension du Pic Carlit (2921 mètres).
| Géographie   | Géographie           |
| ------------ | -------------------- |
| Type         | Naturel              |
| Superficie   | 6.8 ha               |
| Altitude     | 2292 m               |
| Hydrographie |                      |
| Émissaire(s) | Estany de les Dugues |

### Estany d'en Gombau
L'étang de Gombau, ou Estany d'en Gombau en catalan, est directement relié par l'émissaire de l'Estany de Trebens. L'étang de Gombau est le plus petit lac faisant partie des 12 lacs du Carlit avec une superficie de 1 hectare.
| Géographie   | Géographie           |
| ------------ | -------------------- |
| Type         | Naturel              |
| Superficie   | 1 ha                 |
| Altitude     | 2316 m               |
| Hydrographie |                      |
| Émissaire(s) | Estany del Castellar |

### Estany de Trebens

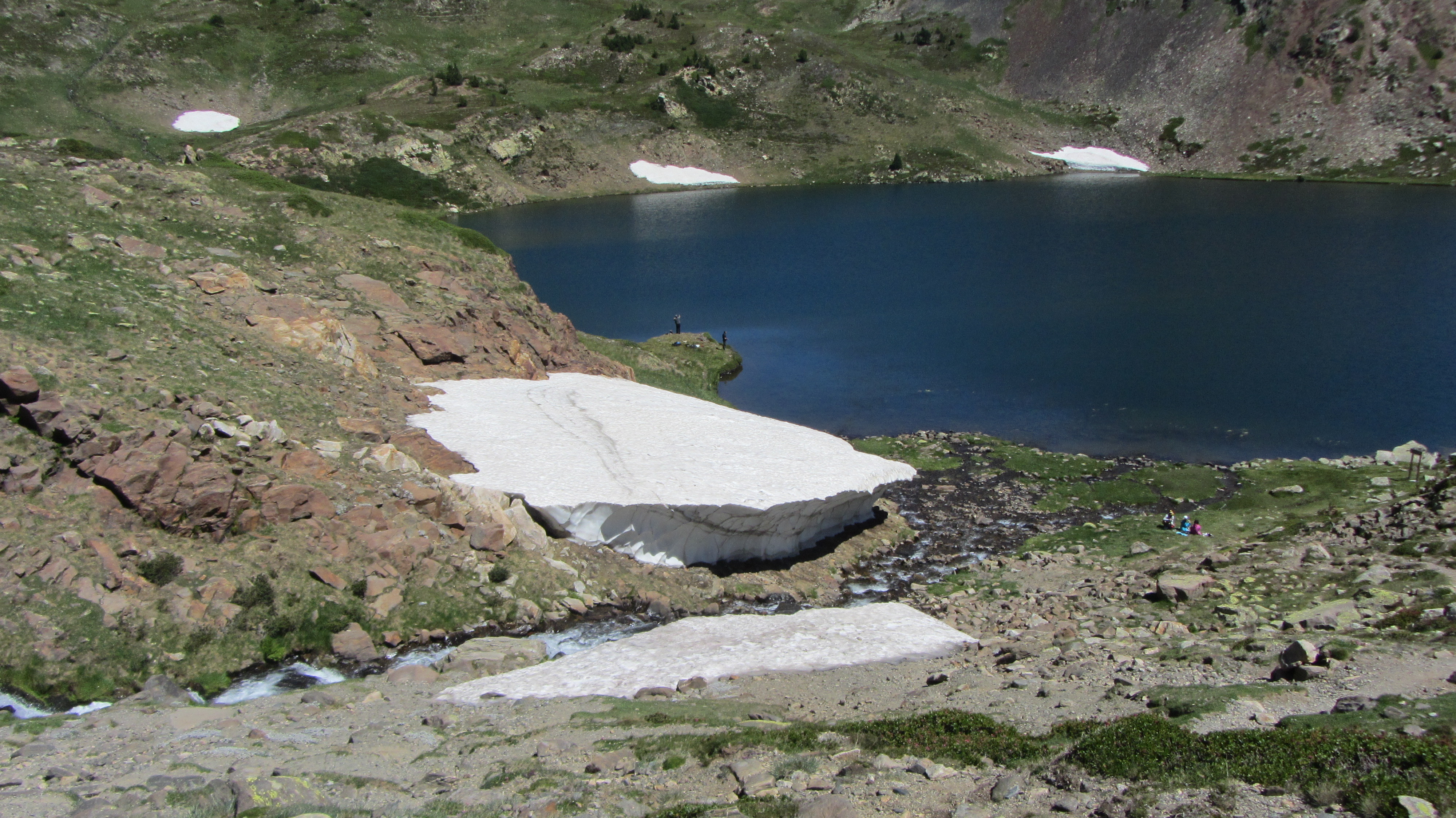
Estany de Trebens.

L'Estany de Trebens en catalan est l'avant dernier étang avant le pic Carlit. Alimenté grâce aux fontes des neiges provenant de la Coma de Trebens (Flanc du massif présent à gauche sur la photographie) mais aussi par son supérieur, l'Estany de Soribans.
| Géographie   | Géographie         |
| ------------ | ------------------ |
| Type         | Naturel            |
| Superficie   | 5.66 ha            |
| Altitude     | 2320 m             |
| Hydrographie |                    |
| Émissaire(s) | Estany d'en Gombau |

### Estany de Sobirans

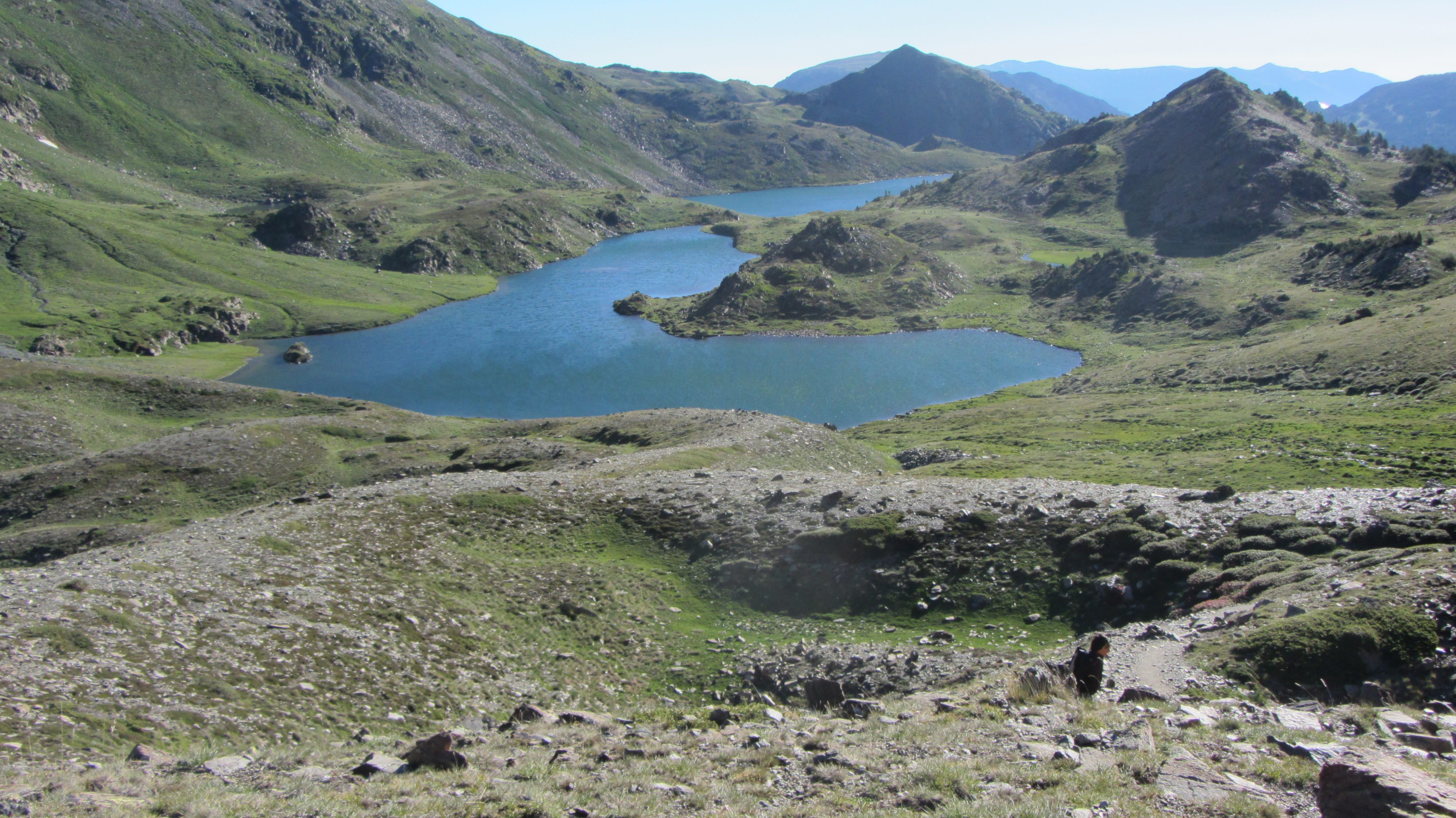
Estany de Sobirans au premier plan avec Estany de trebens en fond

L'Estany de Sobirans en catalan est le lac le plus haut des Bouillouses. Facilement reconnaissable à sa forme ressemblant au continent africain. Il se situe au pied du pic Carlit.
| Géographie   | Géographie        |
| ------------ | ----------------- |
| Type         | Naturel           |
| Superficie   | 4.3 ha            |
| Altitude     | 2330 m            |
| Hydrographie |                   |
| Émissaire(s) | Estany de Trebens |

## Randonnées
Le site classé des Bouillouses et des lacs du Carlit est un lieu reconnu pour la randonnée pédestre dans les Pyrénées-Orientales. Le lac des Bouillouses est le point de départ d'un grand nombre de sentiers : le GR 10, le tour du Capcir, le tour du Carlit et des sentiers d'initiation à la faune et la flore locales. Ces chemins permettent la découverte des différents étangs en attendant l'arrivée au sommet du pic Carlit (2 921 m).
- Boucle des lacs du Carlit (2h30 ou 3h30 par variante 12 lacs)
- Boucle de la Pradella (1h30)
- Les étangs des Esquits (2h)
- Boucle du lac d'Aude (3h40).

## Photographies

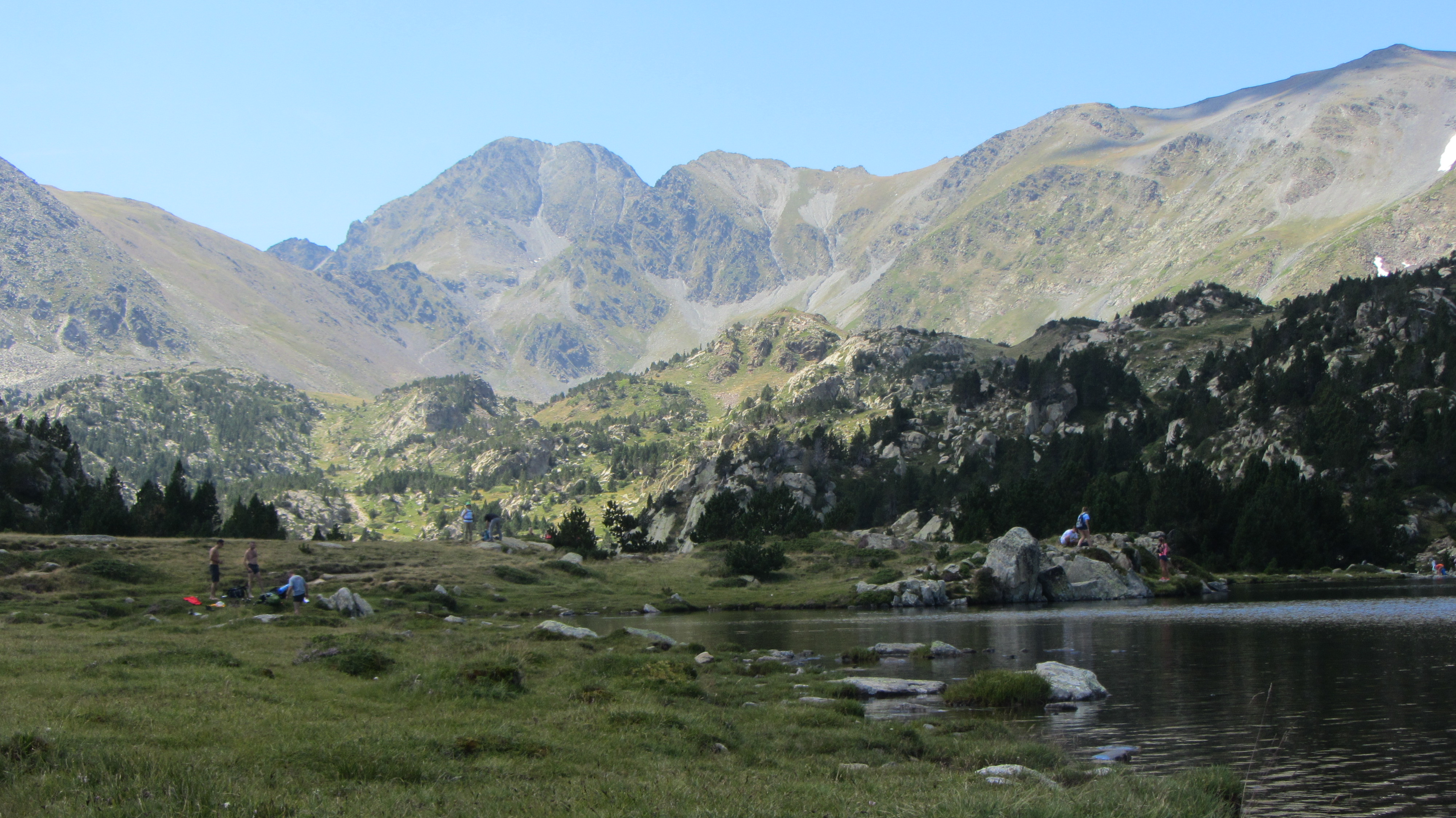
Vue sur le Carlit depuis la randonnée des 12 lacs.
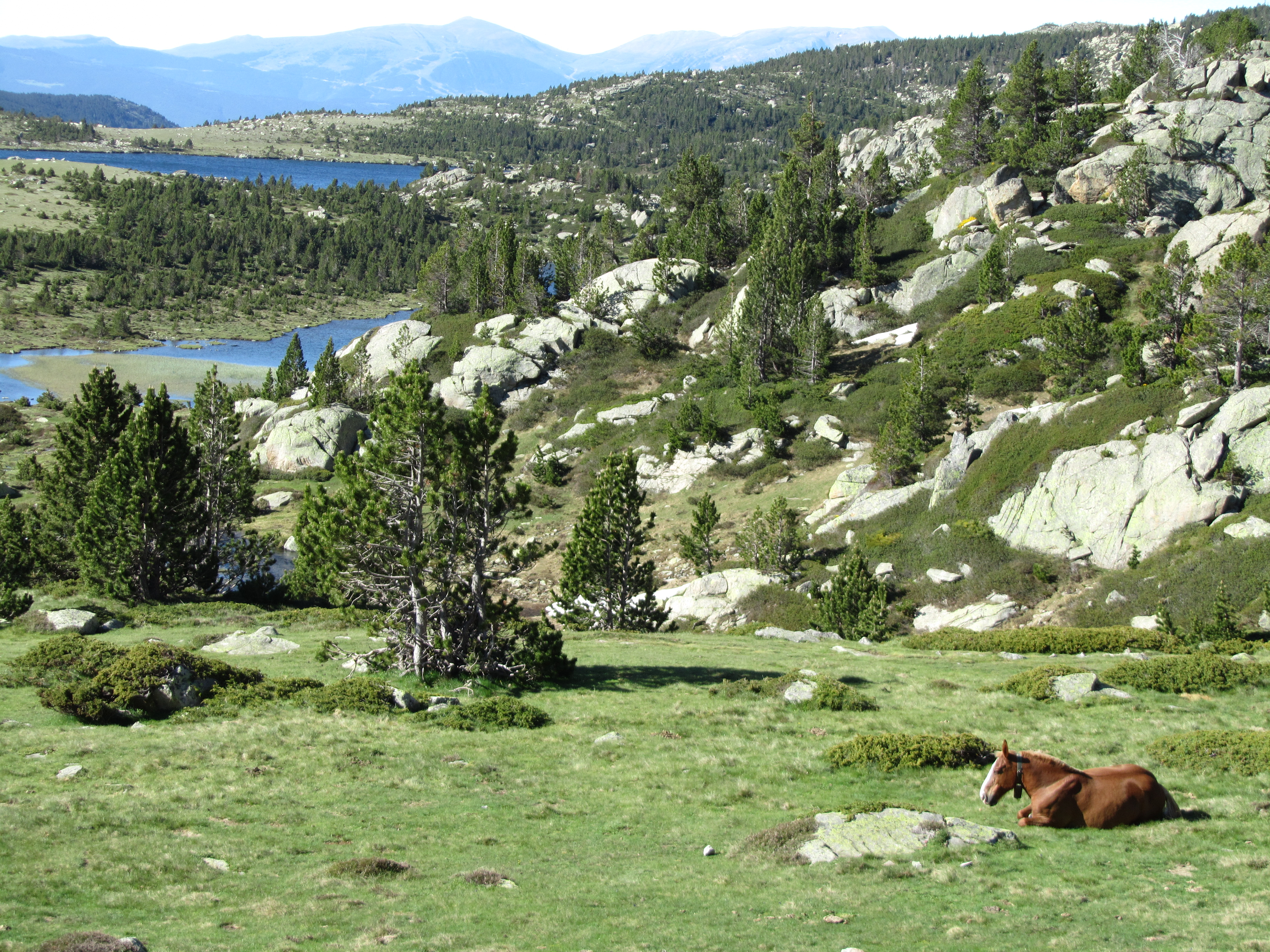
Vue d'un des lacs du Carlit.
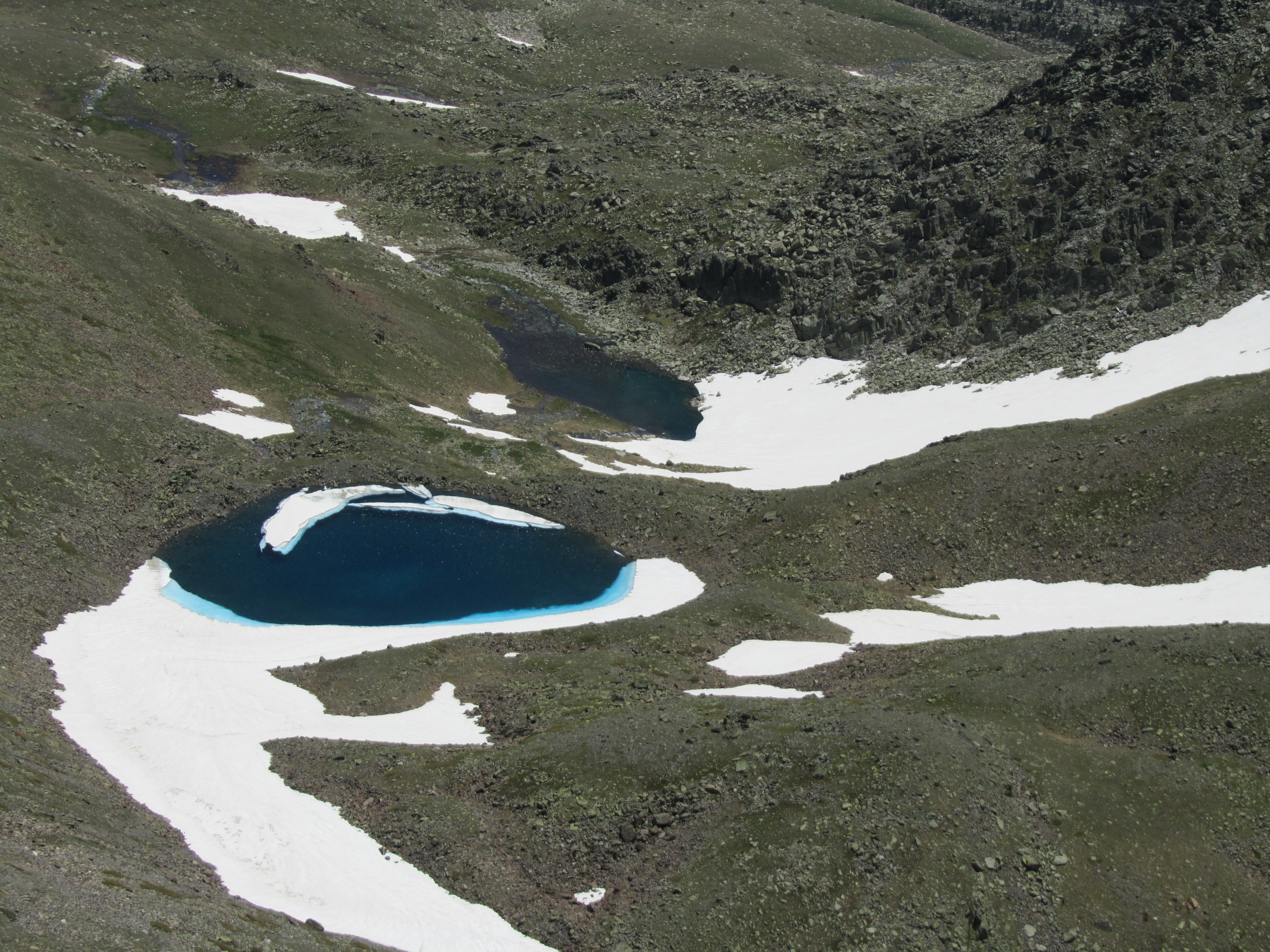
Réserves d'eau de fonte au pied du Carlit.
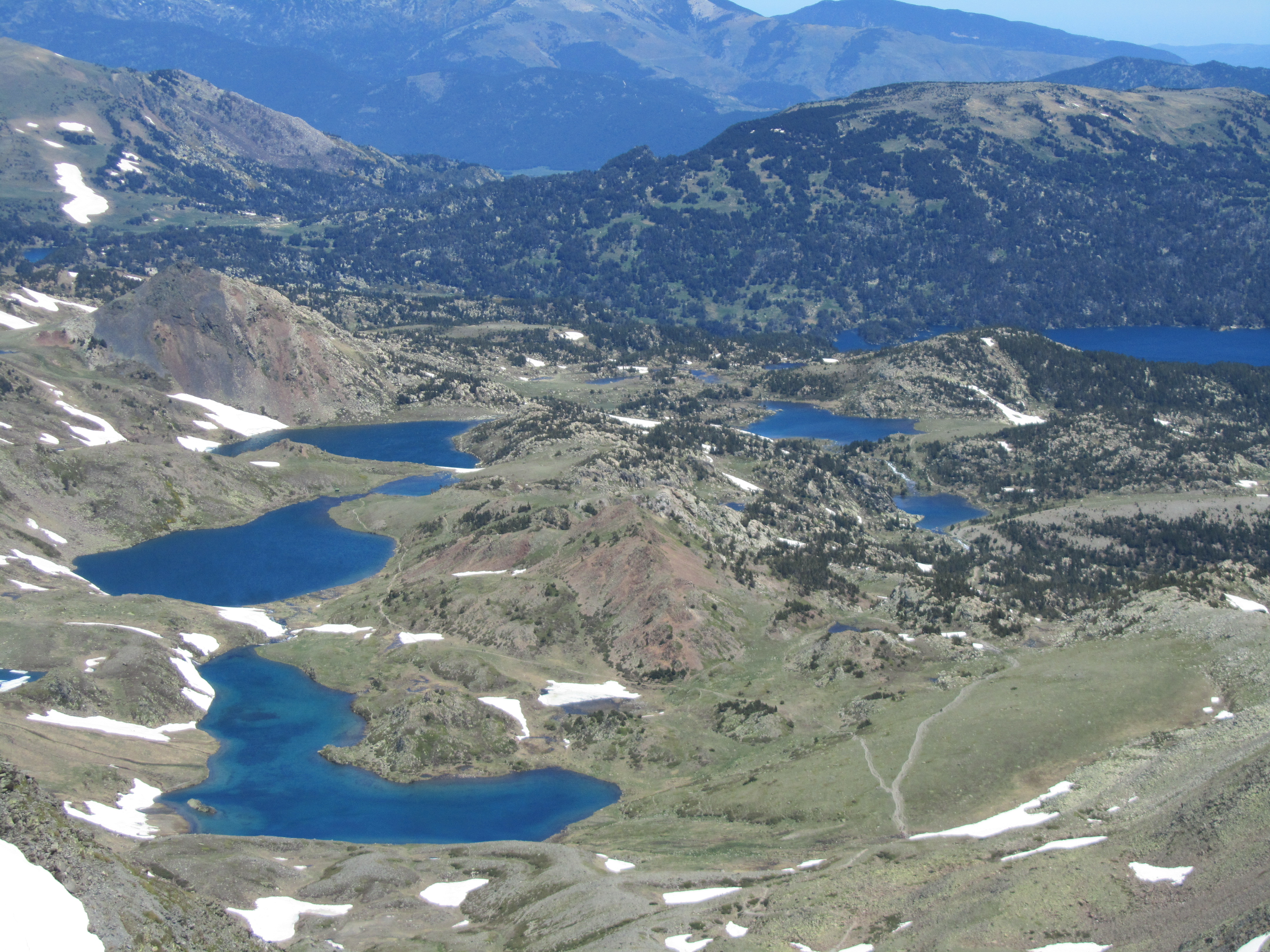
Photo depuis le pic du Carlit de certains lacs.